# Estadio Benito Juárez
Das Estadio Benito Juárez, auch bekannt als Coloso de Ixcotel (deutsch Koloss von Ixcotel), ist ein Fußballstadion in Oaxaca de Juárez, der Hauptstadt des mexikanischen Bundesstaates Oaxaca.

## Geschichte
Das Stadion wurde in den 1980er Jahren als Heimspielstätte für den Fußballverein Chapulineros de Oaxaca errichtet, der an dieser Stätte in der Saison 1992/93 den Gewinn der drittklassigen Segunda División 'B' feiern konnte. Somit war das Stadion nach der Rückrunde der Saison 1987/88 auch 1993/94 noch einmal Spielort der zweitklassigen Segunda División.
Später diente das Stadion fünf Jahre lang als Spielort der 1994 unter der Bezeichnung Primera División 'A' neu ins Leben gerufenen zweiten Liga, als hier zunächst die Chapulineros (2001–2003) spielten und nach deren Rückzug aus der Liga das nach Oaxaca verpflanzte Filialteam Cruz Azul Oaxaca (2003–2006) gastierte.
Bis zur Fertigstellung eines neu geplanten Stadions auf dem Gelände des Instituto Tecnológico de Oaxaca als Spielort des für die Saison 2013/14 in die zweite Liga aufgenommenen Alebrijes de Oaxaca FC wird das Stadion trotz aller Mängel für eine Übergangszeit noch einmal als Spielstätte in der zweiten Liga zur Verfügung stehen, zumal es erhebliche Probleme bei der Fertigstellung des Estadio Tecnológico de Oaxaca gibt, seit die Bauarbeiten im Sommer 2014 auf unbestimmte Zeit eingestellt wurden.
Erste Mängel beim Stadion zeigten sich bereits in der Bauphase und verzögerten die ursprünglich für den 22. August 1987 vorgesehene Eröffnung. Zu diesem Zeitpunkt war die Hälfte des Stadions in einem mangelhaften Zustand, so dass Einsturzgefahr bestand. Die offizielle Eröffnung fand erst im Dezember 1987 mit einem Spiel zwischen den Chapulineros und den Pioneros de Cancún statt.